# Simpsonville (Carolina do Sul)
Simpsonville é uma cidade localizada no estado norte-americano da Carolina do Sul, no Condado de Greenville.

## Demografia
Segundo o censo norte-americano de 2000, a sua população era de 14.352 habitantes.
Em 2006, foi estimada uma população de 16.017, um aumento de 1665 (11.6%).

## Geografia
De acordo com o United States Census Bureau tem uma área de 16,1 km², dos quais 16,1 km² cobertos por terra e 0,0 km² cobertos por água. Simpsonville localiza-se a aproximadamente 262 m acima do nível do mar.

## Localidades na vizinhança
O diagrama seguinte representa as localidades num raio de 20 km ao redor de Simpsonville.